# え단
え단(え段 에단[*])은 오십음도에서 네 번째 단(제4단)이다. え, け, せ, て, ね, へ, め, (え), れ, ゑ로 구성된다. 어떤 음에도 모음 /e/가 포함된다.